# Experimenterende Danske Radioamatører
Experimenterende Danske Radioamatører (EDR) er en national almennyttig organisation for amatørradio entusiaster i Danmark.  EDR medlemsfordele omfatter sponsering af radioamatørdiplomer og contests - og et QSL-bureau for medlemmer som kommunikerer med radioamatører i andre lande.
EDR repræsenterer danske radioamatører i forbindelse med den danske telemyndighed.  EDR er den nationale medlemsforening som repræsenterer Danmark i International Amateur Radio Union (IARU).
EDR udgiver et medlemblad kaldet OZ.